# Itaquaquecetuba
Itaquaquecetuba je grad u Brazilu. Nalazi se u saveznoj državi Sao Paulo. Prema procjeni iz 2007. u gradu je živjelo 334.914 stanovnika.

## Stanovništvo
Prema procjeni iz 2007. u gradu je živjelo 334.914 stanovnika.
| 1991.   | 2000.   |
| ------- | ------- |
| 164.957 | 272.942 |

## Vanjske poveznice
- Službena stranica